# Marcin Janus
Marcin Janus (ur. 24 marca 1973 w Koszalinie) – były polski piłkarz, występujący niegdyś na pozycji obrońcy i pomocnika.
Marcin Janus jest wychowankiem Gwardii Koszalin, w której profesjonalne występy rozpoczął w sezonie 1989/1990. W sezonie 1992/1993 wraz z macierzystą drużyną wywalczył awans do II Ligi. Zauważony przez trenera walczącej wówczas o awans do ekstraklasy Olimpii Poznań - Grzegorza Laty, wraz z nowym sezonem 1994/1995 przeszedł do tego klubu.
W najwyższej polskiej klasie rozgrywkowej zadebiutował 30 lipca 1994 roku w wygranym 6:2 domowym meczu z Rakowem Częstochowa.
W rundzie jesiennej sezonu 1995/1996 Janus reprezentował barwy Lechii/Olimpii Gdańsk pełniąc w drużynie jednocześnie funkcję kapitana drużyny. Łącznie w najwyższej polskiej klasie rozgrywkowej wystąpił w 192 meczach, w których strzelił 12 goli. Wielokrotnie wybierany do jedenastki kolejki Przeglądu Sportowego, znany ze swojej nieustępliwości i dyscypliny na boisku.
Ostatni występ w ekstraklasie rozegrał 20 kwietnia 2005 r.

## Życie prywatne
Student Politechniki Poznańskiej i Politechniki Koszalińskiej.
Ojciec Franka (2004) oraz Antosia (2009).